# Рузио
Рузио (фр. Rusio, корс. Rusiu) — коммуна во Франции, находится в регионе Корсика. Департамент коммуны — Верхняя Корсика. Входит в состав кантона Голо-Морозалья. Округ коммуны — Корте.
Код INSEE коммуны — 2B264.

## Население
Население коммуны на 2008 год составляло 77 человек.
| 1962 | 1968 | 1975 | 1982 | 1990 | 1999 | 2008 |
| ---- | ---- | ---- | ---- | ---- | ---- | ---- |
| 99   | 108  | 100  | 83   | 57   | 66   | 77   |

## Экономика
В 2007 году среди 34 лиц в трудоспособном возрасте (15—64 лет) 17 были экономически активными, 17 — неактивными (показатель активности — 50,0 %, в 1999 году было 43,3 %). Из 17 активных работали 15 человек (9 мужчин и 6 женщин), безработных было 2 (1 мужчина и 1 женщина). Среди 17 неактивных 4 человека были учениками или студентами, 9 — пенсионерами, 4 были неактивными по другим причинам.